# Вонг, Джеки
Джеки Вонг (англ. Jackie Wong; род. 11 апреля 1982, Британский Гонконг) — американский журналист, блогер, подкастер и аналитик. По версии The Wall Street Journal, является «самым авторитетным источником информации в сфере фигурного катания».
Заинтересовался фигурным катанием во время чемпионата мира 1992 года. Пребывал в нескольких амплуа: катался сам, тренировал, ставил хореографию и судил соревнования.
Его журналистская деятельность началась на портале Examiner.com, где он на протяжении шести лет был аналитиком фигурного катания. В 2010 году завёл аккаунт в «Твиттер» под названием RockerSkating. С 2015 года владеет одноимённым сайтом — rockerskating.com, который, по оценке WSJ, является «бесценным ресурсом о фигурном катании». Был ведущим подкастов для Ice Network.
Как на специалиста в фигурном катании на Вонга ссылались в своих публикациях The Washington Post, The New York Times, Deutsche Welle, The Guardian, NBC Sports, USA Today, Sky News, The Hill, SCMP, ESPN. Нейтан Чен отмечал, что Вонг «заполняет такую важную нишу». Крис Книрим называл его «лучшим в своём деле». Фигуристы Меган Дюамель, Майя Шибутани, Тара Липински, Кристи Ямагучи, Сара Хьюз и Адам Риппон также положительно отзывались о деятельности Вонга.
Вне фигурного катания — дизайнер. Долгое время работал в архитектурном бюро Skidmore, Owings & Merrill. Получил степень бакалавра экономики и урбанистики Стэнфордского университета, степень магистра архитектуры Школы дизайна при Пенсильванском университете и степень магистра делового администрирования. Работает управленческим консультантом в McKinsey & Company.
Во время чемпионата США 2024 года комментировал тренировки фигуристов в официальной трансляции для сервиса Peacock.